# CLEAR (坂本真綾單曲)
《CLEAR》是日本歌手坂本真绫第27張单曲，由FlyingDog於2018年1月31日發行。

## 簡介
本單曲同名曲由坂本真綾本人作詞，生物股長成員水野良樹作曲，是日本放送協會電視動畫《庫洛魔法使：透明牌篇》片頭曲，距〈白金〉用作《百變小櫻》第3部主題曲近20年。電視動畫監督淺香守生希望坂本真綾創作此曲時，曲名能不只有透明、清澈之義，還有達成、突破之義。加之主人公是小孩子，坂本真綾在此曲中使用了小孩子的風格。坂本真綾希望這首歌能讓期望再度看到小櫻，以及由這次新章認識小櫻的人一同歌唱。
與同名曲相反，B面曲〈Record〉則體現了大人的風格。和同名曲一同作爲新曲在2018年4月1日「坂本真綾 」最終演出中演唱。
本單曲還收錄了2017年6月4日廣島縣嚴島神社演唱會演唱的〈白金〉原聲。

## 榜單成績
本單曲於2018年1月30日位列Oricon日榜第9，發行後以9000餘張的銷量位列週榜第13，並位列Billboard Japan Hot 100第8、Billboard Japan Hot Animation第2、日本下載歌曲榜第4、日本單曲銷量榜第12位。首週下載量逾1.8萬次，位列Oricon數位單曲榜第4位。

## 收錄曲目
| 曲序     | 曲目                           |          | 作曲                 | 编曲     | 演唱     | 时长  |
| -------- | ------------------------------ | -------- | -------------------- | -------- | -------- | ----- |
| 1.       | CLEAR                          | 坂本真绫 | 水野良樹（生物股長） | 河野伸   | 坂本真綾 | 4:15  |
| 2.       | （Record）                     | 坂本真綾 | 堂島孝平             | 矢野博康 | 坂本真綾 | 4:43  |
| 3.       | （白金～Acoustic Live ver.～） | 岩里祐穗 | 菅野洋子             | 河野伸   | 坂本真綾 | 4:21  |
| 4.       | CLEAR -Instrumental-           |          |                      |          |          | 4:15  |
| 5.       |                                |          |                      |          |          | 4:37  |
| 总时长： | 总时长：                       | 总时长： | 总时长：             | 总时长： | 总时长： | 22:13 |

## 參與人員
資料來自單曲小冊子。

- 歌唱、合聲、製作：坂本真绫
- 詞曲：坂本真綾、水野良樹
- 編曲、鋼琴、編程、電子琴：河野伸
- 鼓手：佐野康夫
- 貝斯：種子田健
- 吉他：今堀恆雄
- 弦樂：金原千惠子
- 混音：三好敏彥
- 工程：山崎寬晃
- 母帶：川崎洋

## 榜單
| 2018年榜單                                | 最高位 |
| ----------------------------------------- | ------ |
| 日本（Oricon單曲日榜）                    | 9      |
| 日本（Oricon單曲週榜）                    | 13     |
| 日本（Oricon數位單曲週榜）                | 4      |
| 日本（Billboard Japan Hot 100）           | 8      |
| 日本（Billboard Japan Hot Animation）     | 2      |
| 日本（Billboard Japan Download Songs）    | 4      |
| 日本（Billboard Japan Top Singles Sales） | 12     |
| 日本（Mora AAC單曲週榜）                  | 4      |
| 日本（Mora FLAC單曲週榜）                 | 18     |
| 日本（Mora AAC專輯週榜）                  | 3      |
| 日本（Mora FLAC專輯週榜）                 | 1      |
| 日本（RecoChoku AAC單曲週榜）             | 8      |
| 日本（RecoChoku FLAC單曲週榜）            | 1      |
| 日本（RecoChoku AAC專輯週榜）             | 21     |
| 日本（RecoChoku FLAC專輯週榜）            | 2      |

## 銷量認證
| 地區                 | 认证 | 认证单位/销量  |
| -------------------- | ---- | -------------- |
| 日本（日本唱片協會） |      | 15,000         |
| 日本（日本唱片協會） |      | 25,000（數位） |
| 總計                 |      |                |
| 日本                 | —    | 41,000         |